# Amsterdamsche Football Club Ajax 1999-2000
Questa pagina raccoglie i dati riguardanti l'Amsterdamsche Football Club Ajax nelle competizioni ufficiali della stagione 1999-2000.

## Stagione
Questa stagione inizia senza Danny Blind che si è ritirato, senza Jari Litmanen che passa al Barcellona, e anche senza Sunday Oliseh ed Edwin van der Sar che vanno invece alla Juventus; arrivano invece Brian Laudrup (due anni dopo il fratello Michael, anch’egli al passo d’addio con la maglia dei lancieri), Nikos Machlas (che aveva conquistato la Scarpa d'oro 1998 giocando nel Vitesse), Cristian Chivu, mentre ritorna Aron Winter, prelevato dall'Inter.
L'Ajax viene subito battuto 3-2 dal Feyenoord nella Johan Cruijff Schaal e dal Roda JC nella KNVB beker. Nella Coppa UEFA gli olandesi sconfiggono invece Dukla B.B. e Hapoel Haifa, venendo poi eliminati dal Maiorca nei sedicesimi. In primavera si assiste ad un cambio in panchina: Jan Wouters lascia il posto a Hans Westerhof. La stagione finisce con un quinto posto in campionato, sempre a ventitré punti dal PSV campione.

## Organigramma societario
Fonte
Area direttiva
- Presidente:  Michael van Praag.

Area tecnica
- Allenatore:  Jan Wouters fino al 21/03/00; dal 22/03/00 poi  Jan Wouters.
- Allenatore in seconda:  Bobby Harms.

## Rosa
| N. |                        | Ruolo | Calciatore        |
| -- | ---------------------- | ----- | ----------------- |
| 1  | Paesi Bassi (bandiera) | P     | Fred Grim         |
| 2  | Danimarca (bandiera)   | D     | Ole Tobiasen      |
| 3  | Paesi Bassi (bandiera) | D     | Ferdi Vierklau    |
| 4  | Paesi Bassi (bandiera) | C     | Jan van Halst     |
| 5  | Paesi Bassi (bandiera) | D     | Frank Verlaat     |
| 6  | Paesi Bassi (bandiera) | C     | Aron Winter       |
| 7  | Brasile (bandiera)     | C     | Wamberto          |
| 8  | Paesi Bassi (bandiera) | C     | Richard Witschge  |
| 9  | Grecia (bandiera)      | A     | Nikos Machlas     |
| 10 | Danimarca (bandiera)   | C     | Brian Laudrup     |
| 11 | Danimarca (bandiera)   | C     | Jesper Grønkjær   |
| 12 | Romania (bandiera)     | P     | Bogdan Lobonț     |
| 13 | Paesi Bassi (bandiera) | C     | Richard Knopper   |
| 14 | Portogallo (bandiera)  | A     | Dani              |
| 15 | Paesi Bassi (bandiera) | D     | Tim de Cler       |
| 16 | Paesi Bassi (bandiera) | C     | John Nieuwenburg  |
| 17 | Romania (bandiera)     | D     | Cristian Chivu    |
| 18 | Stati Uniti (bandiera) | C     | John O'Brien      |
| 19 | Nigeria (bandiera)     | C     | Tijjani Babangida |
| 20 | Paesi Bassi (bandiera) | D     | Tom Sier          |

| N. |                             | Ruolo | Calciatore           |
| -- | --------------------------- | ----- | -------------------- |
| 21 | Nigeria (bandiera)          | A     | Pius Ikedia          |
| 22 | Australia (bandiera)        | C     | Jason Čulina         |
| 23 | Paesi Bassi (bandiera)      | C     | Martijn Reuser       |
| 24 | Georgia (bandiera)          | A     | Shota Arveladze      |
| 25 | Nigeria (bandiera)          | D     | Christopher Kanu     |
| 28 | Paesi Bassi (bandiera)      | P     | Serge van den Ban    |
| 29 | Paesi Bassi (bandiera)      | A     | Kevin Bobson         |
| 30 | Paesi Bassi (bandiera)      | D     | Mitchell Piqué       |
| 36 | Paesi Bassi (bandiera)      | D     | Michael Lamey        |
| 37 | Sudafrica (bandiera)        | C     | Aaron Mokoena        |
| 40 | Paesi Bassi (bandiera)      | C     | Pascal Heije         |
| 42 | Ghana (bandiera)            | C     | Abubakari Yakubu     |
| 43 | Paesi Bassi (bandiera)      | C     | Rafael van der Vaart |
| 12 | Paesi Bassi (bandiera)      | P     | Stanley Menzo        |
| 27 | Paesi Bassi (bandiera)      | D     | Quido Lanzaat        |
| 20 | Suriname (bandiera)         | C     | Dean Gorré           |
| 11 | Georgia (bandiera)          | C     | Giorgi Kinkladze     |
| 18 | Polonia (bandiera)          | C     | Andrzej Rudy         |
| 26 | Antille Olandesi (bandiera) | A     | Brutil Hosé          |
| 33 | Costa Rica (bandiera)       | A     | Froylán Ledezma      |

## Statistiche

### Statistiche di squadra
| Competizione         | Punti | Totale | Totale | Totale | Totale | Totale | Totale |
| Competizione         | Punti | G      | V      | N      | P      | Gf     | Gs     |
| -------------------- | ----- | ------ | ------ | ------ | ------ | ------ | ------ |
| Eredivisie           | 61    | 34     | 18     | 7      | 9      | 72     | 51     |
| KNVB beker           | -     | 1      | 0      | 0      | 1      | 0      | 1      |
| Johan Cruijff Schaal | -     | 1      | 0      | 0      | 1      | 2      | 3      |
| Coppa UEFA           | -     | 6      | 3      | 0      | 3      | 12     | 6      |
| Totale               |       | 42     | 21     | 7      | 14     | 86     | 61     |